# Арриага, Кервин
Кервин Фабиан Арриага Вильянуэва (исп. Kervin Fabián Arriaga Villanueva; род. 5 января 1998, Пуэрто-Кортес, Кортес) — гондурасский футболист, опорный полузащитник клуба «Партизан» и сборной Гондураса. Выступает на правах аренды за клуб «Реал Сарагоса».

## Клубная карьера
Арриага начал карьеру в клубе «Платенсе». 5 февраля 2017 года в матче против «Хутикальпы» он дебютировал в Лиге Насьональ. 13 апреля года в поединке против «Реал Сосьедада» Кервин забил свой первый гол за «Платенсе».
Летом 2019 года Арриага перешёл в «Марафон». 18 августа в матче против «Лобос УПНФМ» он дебютировал за новую команду. 29 сентября в поединке против «Мотагуа» Кервин забил свой первый гол за «Марафон».
16 февраля 2022 года Арриага перешёл в клуб MLS «Миннесота Юнайтед», подписав двухлетний контракт с клубной опцией продления. 26 февраля в матче стартового тура сезона 2022 против «Филадельфии Юнион» он дебютировал в американской лиге. 23 апреля в матче против «Чикаго Файр» он забил свой первый гол за «Миннесоту Юнайтед». В начале августа 2023 года Арриага получил разрыв бокового мениска в правом колене, из-за чего пропустил два месяца.
Летом 2024 года Арриага перешёл в клуб чемпионата Сербии «Партизан», подписав трёхлетний контракт.

## Международная карьера
В 2019 году в составе олимпийской сборной Гондураса Арриага завоевал серебряные медали Панамериканских игр в Перу. На турнире он сыграл в матчах против команд Ямайки, Уругвая, Мексики и Аргентины.
11 октября 2020 года в товарищеском матче против сборной Никарагуа Арриага дебютировал за сборную Гондураса. 16 января 2022 года в поединке против сборной Колумбии Кервин забил свой первый гол за национальную команду.

### Голы за сборную Гондураса
| №  | Дата           | Место                                                     | Противник          | Счёт | Результат | Соревнование                         |
| -- | -------------- | --------------------------------------------------------- | ------------------ | ---- | --------- | ------------------------------------ |
| 1. | 16 января 2022 | Драйв Пинк Стэдиум, Форт-Лодердейл, США                   | Колумбия           | 1:1  | 2:1       | Товарищеский матч                    |
| 2. | 13 июня 2022   | Олимпико Метрополитано, Сан-Педро-Сула, Гондурас          | Канада             | 2:0  | 2:1       | Лига наций КОНКАКАФ 2022/2023        |
| 3. | 9 июня 2024    | Национальный стадион Бермуд, Девоншир, Бермудские Острова | Бермудские Острова | 1:0  | 6:1       | Отборочный матч чемпионата мира 2026 |

## Достижения
Командные
«Платенсе»
- Обладатель Кубка Гондураса — 2018

Международные
Гондурас (до 23)
- Серебряный призёр Панамериканских игр — 2019